# Tesla Boy
Tesla Boy é uma banda de new wave formada no fim de 2008.

## Discografia
- Tesla Boy EP, 2009 [5]
- Modern Thrills, 2010 [3]
- The Universe Made of Darkness, 2013.

### Videoclipes
| Ano  | Título            | Álbum          |
| 2009 | "Electric Lady”   | Modern Thrills |
| 2010 | "Thinking of You” | Modern Thrills |
| 2011 | "Rebecca”         | Modern Thrills |